# Retable de Saint-Ambroise
Le retable de Saint-Ambroise (en italien : Pala di Sant'Ambrogio) est une peinture religieuse de Sandro Botticelli, datant de 1470 environ, conservée à la Galerie des Offices à Florence.

## Histoire
Le retable de Saint-Ambroise est une œuvre de jeunesse de Sandro Botticelli, une peinture qui prend le nom du lieu supposé de son premier placement, l'église Sant'Ambrogio de Florence en 1808 car saint Ambroise n'y figure pas. Le tableau correspond plus au tableau de Botticelli vu par Vasari dans l'église Saint-François à Montevarchi. Il fut transféré à l'Accademia puis à la Galerie des Offices, où il se trouve actuellement.
Les deux saints agenouillés au premier plan sont Côme et Damien, saints patrons de l'Arte dei Medici e Speziali, la  corporation des médecins et des pharmaciens et de la famille Médicis, ce qui  semble indiquer que le retable a été commandé par ces derniers.
Au XVIe siècle le retable a fait l'objet de diverses retouches qui ont altéré surtout la Vierge et l'Enfant et ont eu comme conséquence de semer le doute sur l'attribution : Fantozzi l'a attribué à Domenico Ghirlandaio, Giovanni Battista Cavalcaselle et Joseph Archer Crowe (en) à Andrea del Castagno, Giovanni Morelli à l'école de Botticelli.
H. Ulmann a été le premier à attribuer l'œuvre à Sandro Botticelli unanimement suivi par la critique internationale, 
des analogies avec l'allégorie de la Force permettant une datation avoisinant l'année 1470.
Le retable a été restauré en 1992 et les ajouts de peinture non originales ont été enlevées.

## Thème
La peinture représente, selon l'iconographie chrétienne, une Conversation sacrée (une Vierge en majesté entourée de figures saintes terrestres auxquels s'ajoute souvent le donateur ou le commanditaire. Ils semblent bavarder entre eux car ils partagent un espace commun.

## Description
Au centre trône la Vierge en majesté, sur un piédestal de pierre, tenant l'Enfant bénissant.
À gauche on distingue Marie-Madeleine avec son flacon à onguents (contenant le nard), et saint Jean le Baptiste portant sa peau de bête et son roseau croisé.
À droite, saint François d'Assise  porte sa robe de bure et un bâton croisé, et Catherine d'Alexandrie jouxte la roue de son martyre.
Devant, vêtus de rouge, Côme et Damien, saints patrons des médecins et pharmaciens, sont agenouillés.

## Analyse
La scène est articulée selon un schéma symétrique et la composition  fait appel à la perspective par la présence d'éléments architecturaux (colonne, chapiteaux) et du dallage minutieusement ordonné : chaque personnage apparaît dans un cadre dessiné par l'architecture de la pièce remplissant l'espace.
Au premier plan, saint Côme regarde le spectateur  et semble l'inviter à participer à la scène selon un parcours circulaire de gauche vers la droite : avec Marie-Madeleine, Jean-Baptiste qui  montre la Vierge et l'Enfant, saint François d'Assise et Catherine d'Alexandrie dont le regard empreint de tristesse se porte sur le spectateur.
La scène se déroule dans une grande pièce dont l'architecture monumentale est à arcades, éclairée depuis le haut à gauche, comme en témoigne  l'ombre de saint Côme sur le sol et sur le marbre du piédestal  de la Vierge.
Pour cette œuvre, Botticelli a été inspiré par des artistes comme Fra Filippo Lippi pour les visages ovales, la couleur ivoire des saintes Catherine et Marie-Madeleine; Domenico Veneziano pour les lumineux décors architecturaux, les panneaux de marbre et enfin Andrea del Verrocchio pour la netteté des lignes et le modelé des figures.

## Sources
- (it) Cet article est partiellement ou en totalité issu de l’article de Wikipédia en italien intitulé « Pala di Sant'Ambrogio » (voir la liste des auteurs).